# Église Saint-Jean-Baptiste-des-Moniales
Pour les articles homonymes, voir Église Saint-Jean-Baptiste et Église San Giovanni Battista.
L'église Saint-Jean-Baptiste-des-Moniales (en italien : église San Giovanni Battista delle Monache) est une église de Naples, située via Santa Maria di Costantinopoli dans le quartier San Lorenzo. Elle dépend de l'archidiocèse de Naples.

## Histoire
L'église a été construite de 1673 à 1681 selon les dessins de Francesco Antonio Picchiatti. La façade (d'ordre composite en bas et corinthien en haut et à trois fenêtres surmontées d'un fronton triangulaire) est terminée au XVIIIe siècle par Giovan Battista Nauclerio et l'édifice est restauré dans les années 1750 par Federico Travaglini. Après des travaux, l'église est consacrée en 1859 par le cardinal Sforza. Au milieu du XIXe siècle, le couvent contigu, surnommé San Giovanniello, est dévolu à la nouvelle académie des beaux-arts. L'architecte Enrico Alvino fait construire un édifice néorenaissance reprenant certains éléments du couvent. Le quartier est redessiné avec l'ouverture de la via Conte di Ruvo et la démolition du bastion Vasto pour laisser place au théâtre Bellini. Le tremblement de terre de 1930 provoque des dommages qui ne seront réparés que dans les années 1970. L'église est fermée et en restauration depuis les années 2010.

## Intérieur
L'intérieur est disposé selon le plan d'une croix latine. Les chapelles latérales abritent des tableaux de Luca Giordano (La Prédication de saint Jean-Baptiste), Francesco di Maria, Bernardo Cavallino (L'Immaculée Conception), Giovanni Balducci, Nicola Fumo (it) et  Andrea Vaccaro (Madone à l'Enfant, Saint Luc et Sainte Anne, 1666, première chapelle à gauche), ainsi que des peintures de Massimo Stanzione (Le Couronnement de la Vierge, 1649), Giacomo Farelli, Giuseppe Simonelli (Notre Dame du Rosaire, 1702), Andrea dell'Asta (Vierge à l'Enfant) et  Paolo de Matteis; le décor sculpté et les statues ont subi des dommages importants.

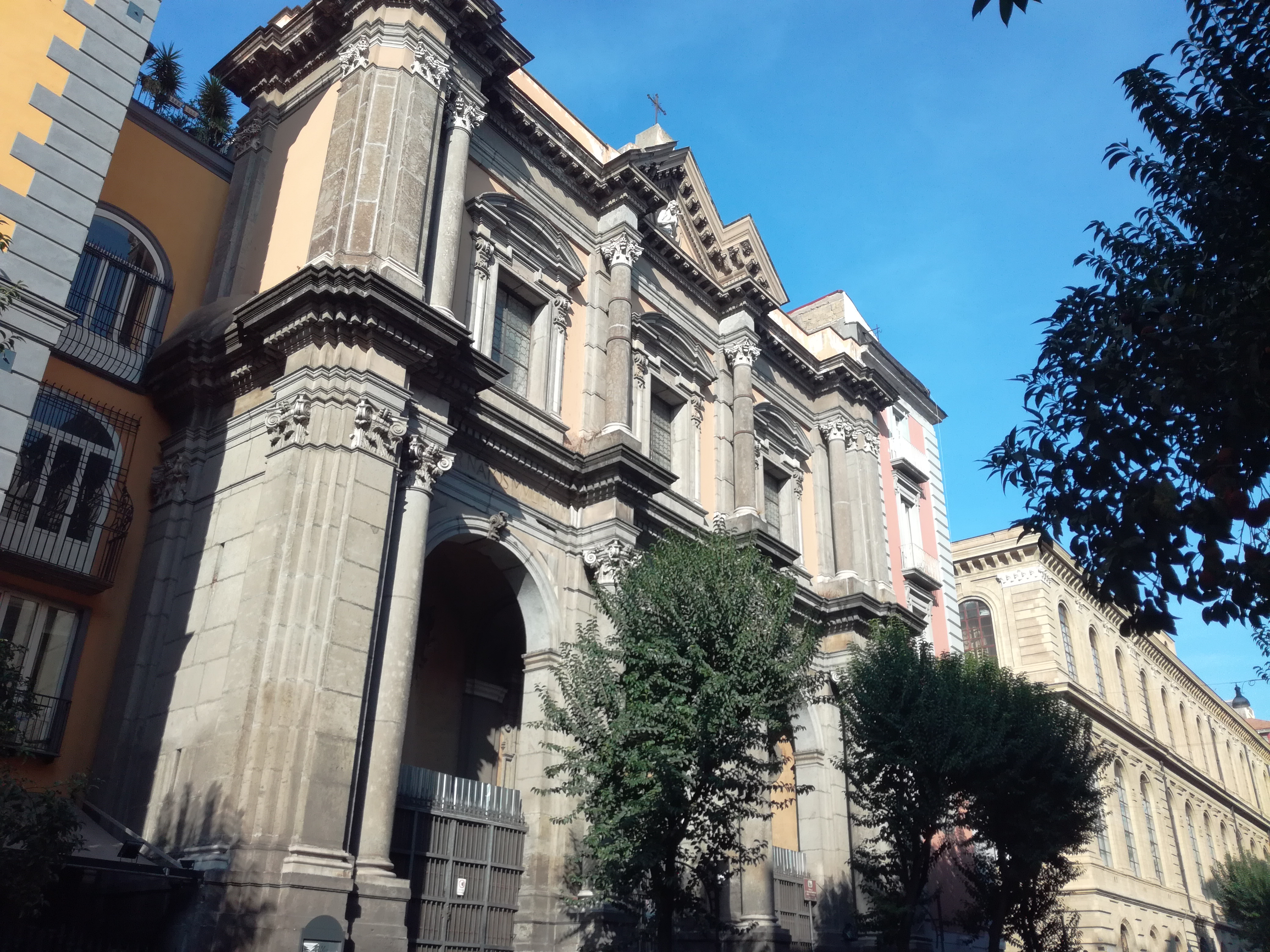
Détail de la façade.